# Дернополье
Дернополье — деревня в Серпуховском районе Московской области. Входит в состав сельского поселения Дашковское.

## География
Дернополье расположено в западной части Серпуховского района, в 9 километрах к северу-западу от Серпухова на безымянном правом притоке Нары. Ближайшие населенные пункты: Оболенск, Мокрое на Юго-Западе, Акулово на юге, Гавшино на юго-востоке, Злобино на востоке, и Тверитино на северо-востоке. В 1 километре к северу от деревни проходит Московское большое кольцо А108

## Население
| 2002 | 2006 | 2010 | 2015 |
| ---- | ---- | ---- | ---- |
| 8    | ↘4   | ↗13  | ↗15  |